# Meoneura acuticerca
Meoneura acuticerca is een vliegensoort uit de familie van de Carnidae. De wetenschappelijke naam van de soort is voor het eerst geldig gepubliceerd in 1973 door Gregor.